# Веселин Златев
Веселин Здравков Златев е първият кмет на Община Шумен избран за втори пореден мандат, от листата на СДС. През 2006 година той преминава от СДС в ГЕРБ, но губи изборите следващата година .

## Биография
Веселин Златев е роден на 25 май 1954 г. в град Нови пазар. Завършва юридическия факултет на Софийския държавен университет. Работи като съдия в град Шумен, а по-късно развива и адвокатска кариера.
След 1989 г. става член на СДС. Политическата му биография се свързва и с изпълняването на длъжността областен управител на Област Шумен при правителството на Иван Костов. Бил е заместник-председател на Националното сдружение на общините в Република България (2000 – 2007 г.) и член на Комитета на регионите на ЕС. 
На местните избори за кмет през октомври 1999 г. печели изборите срещу кандидата на БСП с близо 60 %. Два мандата е кмет на Община Шумен – през периода 1999 – 2007 г. 
На местните избори през 2007 година Веселин Златев е кандидат за кмет от партия ГЕРБ. На първия тур той е втори с 24,79 % след кандидата от БСП Красимир Костов. На проведения балотаж получава 49,92 % и губи изборите.
През август 2011 г. по настояване на премиера Бойко Борисов председателят на Комисията за защита на потребителите (КЗП) Дамян Лазаров подава оставка. На 28.IX.2011 г. правителството определя на неговото място Веселин Златев, който преди това е бил съветник на министър-председателя по регионалната политика .